# White Hills, Arizona
White Hills är en ort i Mohave County i delstaten Arizona, USA.